# Ivan Ivanov-Vano
  Ivan Ivanov-Vano  (rus: Иван Петрович Иванов-Вано)  (Moscou, 27 de gener de 1900 (Julià) - Moscou, 25 de març de 1987) fou un director d'animació rus, animador, guionista, educador i professor de l'Institut de Cinematografia Geraàssimov (VGIK). Es considera un dels primers creadors russos d'animació.
Des dels anys trenta, el cinema d'animació a la Unió Soviètica va estar clarament influenciat per la producció d'Ivan Ivanov-Vano. La importància d'aquest animador va ser tan gran que, fins i tot, durant moltes dècades després, va continuar sent la referència fonamental del gènere, al seu país i a molts altres països, veïns al seu. L'experiència d'Ivanov-Vano es va desenvolupar al principi de la dècada de 1920 en l'anomenat Grup de Moscou, un estudi experimental d'animació. L'estudi també era freqüentat per altres artistes com Jurij Merkulov, Vladimir Suteev i les germanes Valentina i Zinaida Brumberg. En aquest període col·laborà activament en una obra col·lectiva, Kitai v ogne (1925), realitzada segons els dictàmens del govern de Lenin. Després va seguir Blek end uayt (1932), dibuixada per Maiakovski, i Ivaš (1940).
L'obra d'Ivanov-Vano es molt lineal i es caracteritza per la seva extraordinària senzillesa, un estil que és molt proper als gustos i exigències d'un públic majoritàriament jove. Tot i així les seves pel·lícules tenen un component d'índole polític-propagandística, sempre amb un nivell de gran qualitat artística. El 1947 realitzà el seu primer llargmetratge, Koniok Gorbunok. El 1956, fruit de la seva col·laboració amb el director Babičenko neix Prikliutxènia Buratino, una de les seves obres més populars i conegudes.
Ivanov-Vano va tenir molts seguidors i deixebles, entre els quals va destacar especialment Yuri Norštein, que es va donar a conèixer amb obres com La batalla de Kerzent (1972), on va col·laborar Ivanov-Vano, o, molt especialment, Skaska skazkov (1979). També va ser col·laboradora seva la cineasta soviètica Aleksandra Snejkó-Blótskaia, amb qui va co-dirigir Конек-горбунок (El cavall geperut) i Снегурочка (Donzella de neu).